# Täby kyrkby station
Täby kyrkby station är en station på Roslagsbanan i kommundelen Täby kyrkby i Täby kommun. Den har två spår och en mittplattform. Plattformen nås från plattformspassager i respektive ände. Antalet påstigande var under en genomsnittlig vintervardag 2022 cirka 1400. 

## Historik
Stationen öppnade samtidigt med järnvägen år 1885, med namnet Täby, vilket 1974 ändrades till Täby kyrkby. Stationen var före utbyggnaden av dubbelspår en mötesstation. 2015 öppnade dubbelspår Visinge - Täby kyrkby och 2021 Täby kyrkby - Kragstalund, vilket gav sammanhängande dubbelspår från Stockholms östra station till Vallentuna.